# Barbara Blatter
Barbara Blatter (Wattwil, 22 december 1970) is een voormalig Zwitsers mountainbikester. Ze vertegenwoordigde haar vaderland tweemaal op rij bij de Olympische Spelen: 2000 en 2004. Bij haar olympisch debuut won Blatter de zilveren medaille door als tweede te eindigen in de olympische mountainbikerace, achter titelverdedigster Paola Pezzo. In 2004 beëindigde ze haar actieve carrière.

## Erelijst

### Mountainbike
1999
- Nationaal kampioen
- Europees kampioenschappen
- 3e in Houffalize

2000
- Nationaal kampioen
- Olympische Spelen
- 1e in Wereldbeker
- 1e in Sankt-Wendel
- 1e in Mont Sainte-Anne
- 1e in Canmore

2001
- Nationaal kampioen
- 2e in Houffalize
- 1e in Wereldbeker
- 1e in Napa Valley
- 1e in Grouse Mountain
- 3e in Mont Sainte-Anne

2002
- Nationaal kampioen
- 2e in Mont Sainte-Anne

2003
- EK mountainbike teamestafette
- 3e in Fort William
- 3e in Mont Sainte-Anne